# Tibetaanse namen
Tibetaanse namen bestaan gewoonlijk uit twee naast elkaar geplaatste elementen. Vrouwen en mannen krijgen in de regel dezelfde namen; in een enkel geval zijn namen specifiek mannelijk of vrouwelijk.
Persoonsnamen worden aan een kind gegeven door een lama, die er vaak een deel van zijn eigen naam aan toevoegt. De namen zijin in de meeste gevallen samengesteld uit Tibetaanse woorden.
Achternamen worden niet zelden weggelaten. In gebieden waar de Tibetanen zich vestigden na de Tibetaanse diaspora worden niettemin wel achternamen aangenomen. De Tibetaanse drugpa kagyü-nomaden gebruiken daarnaast clan-namen.